# Арлем Гноере
Арлем Гноере (фр. Harlem Gnohéré, нар. 21 лютого 1988, Париж) — французький футболіст, нападник клубу «Стяуа».

## Клубна кар'єра
Народився 21 лютого 1988 року в місті Париж. Вихованець юнацьких команд футбольних клубів «Канн» та «Труа». У дорослому футболі дебютував виступами за нижчолігові швейцарські команди, а 2010 року відправився до Бельгі, де спочатку став виступати за клуб третього дивізіону «Віртон».
Влітку 2011 року перейшов у «Шарлеруа», в якому в першому ж сезоні з 18 голами став найкращим бомбардиром Другого дивізіону Бельгії і допоміг команді вийти у вищий дивізіон. Втім у елітному дивізіоні Гноере втратив результативність, забивши за пів року лише 2 голи, через що в подальшому здавався в оренду в інші бельгійські клуби «Вестерло» та «Мускрон-Перювельз».
У сезоні 2014/15 Гноере виступав за «Монс», в якому забив 11 голів у 25 матчах Другого дивізіону, втім в кінці сезону клуб було розформовано через банкрутство.
16 липня 2015 року Гноере підписав дворічний контракт з румунським «Динамо» (Бухарест). 17 травня 2016 року Гноере забив переший гол у фіналі Кубка Румунії проти ЧФР (Клуж-Напока) (2:2), втім його команда зрештою програла у серії пенальті 4:5, хоча Арлем свій удар реалізував. Загалом француз за перший сезон провів 41 матч в усіх турнірах і забив 18 голів, ставши найкращим бомбардиром команди.
У другому сезоні Гноере вже в першому турі відзначився хет-триком у грі з «Астрою» (4:1). Втім вже на початку вересня було повідомлено, що «Стяуа» запропонувала 800 тис. євро за нападника. «Динамо» відмовило, після чого Гноере відмовився продовжити свій контракт з «Динамо» і був відправлений в резервну команду, що грала в третій лізі. Однак менше ніж через місяць Гноере повернувся в основу і до кінця року забив ще два голи, останній 26 листопада 2016 року у грі Ліги I з «Волунтарі» (2:1).
У січні 2017 року «Динамо» все ж домовилось про перехід француза у «Стяуа» за невідому плату. В результаті Гноере став першим іноземцем, який зіграв у складі обох головних бухарестських клубів. У сезоні 2017/18, забивши 15 голів, став разом із Джордже Цукудяном найкращим бомбардиром чемпіонату Румунії. Станом на 8 серпня 2018 року відіграв за бухарестську команду 47 матчів в національному чемпіонаті.

## Досягнення
- Найкращий бомбардир Другого дивізіону Бельгії: 2011/12 (18 голів)
- Найкращий бомбардир чемпіонату Румунії: 2017/18 (15 голів)
- Найкращий гравець місяця чемпіонату Румунії: вересень 2015[11], жовтень 2017[12]
- Найкращий легіонер року в чемпіонаті Румунії: 2017[13]

## Особисте життя
Його старший брат Артур також був професійним футболістом.